# Easy Love (chanson de Sigala)
Pour les articles homonymes, voir Easy Love (homonymie).
Singles de Sigala
Sweet Lovin'
(2015)
Easy Love est le premier single du DJ anglais Sigala, sorti le 4 septembre 2015. La chanson utilise un sample du titre ABC de The Jackson 5, rechanté par Vula Malinga et Kyle Johnson. Elle connaît le succès, se classant à la première place de l'UK Singles Chart, ainsi que dans le top 10 de plusieurs pays européens.

## Clip vidéo
Le clip vidéo est publié le 4 août 2015. Tourné à Los Angeles, il met en scène le duo de danseurs Lucky Aces affrontant d'autres groupes d'enfants à la danse.

## Liste des pistes
| 1. | Easy Love | 2:38 |

| 1. | Easy Love (Extended Mix)  | 5:44 |
| 2. | Easy Love (Re-Edit)       | 4:47 |
| 3. | Easy Love (Sticky Remix)  | 4:54 |
| 4. | Easy Love (DJ Zinc Remix) | 4:42 |

| 1. | Easy Love (Faiir Remix)          | 4:28 |
| 2. | Easy Love (Miguel Campell Remix) | 5:16 |
| 3. | Easy Love (Sticky Remix)         | 4:54 |
| 4. | Easy Love (DJ Zinc Remix)        | 4:42 |
| 5. | Easy Love (Danny Byrd Remix)     | 4:57 |

## Classements hebdomadaires
| Classements (2015-16)                   | Meilleure position |
| --------------------------------------- | ------------------ |
| Allemagne (Media Control AG)            | 5                  |
| Australie (ARIA)                        | 14                 |
| Autriche (Ö3 Austria Top 40)            | 10                 |
| Belgique (Flandre Ultratop 50 Singles)  | 3                  |
| Belgique (Wallonie Ultratop 50 Singles) | 13                 |
| Danemark (Tracklisten)                  | 30                 |
| Écosse (OCC)                            | 1                  |
| Équateur (National-Report)              | 82                 |
| Espagne (PROMUSICAE)                    | 30                 |
| États-Unis (Hot Dance/Electronic Songs) | 16                 |
| France (SNEP)                           | 38                 |
| Hongrie (Dance Top 40)                  | 22                 |
| Hongrie (Rádiós Top 40)                 | 22                 |
| Irlande (IRMA)                          | 3                  |
| Italie (FIMI)                           | 50                 |
| Norvège (VG-lista)                      | 18                 |
| Nouvelle-Zélande (RMNZ)                 | 15                 |
| Pays-Bas (Nederlandse Top 40)           | 2                  |
| Pays-Bas (Single Top 100)               | 2                  |
| Pologne (ZPAV)                          | 37                 |
| Royaume-Uni (UK Singles Chart)          | 1                  |
| Suède (Sverigetopplistan)               | 8                  |
| Suisse (Schweizer Hitparade)            | 10                 |
| Tchéquie (IFPI Rádio)                   | 8                  |
| Tchéquie (IFPI Singles Digitál)         | 13                 |

## Classements annuels
| Classements (2015)                    | Meilleure position |
| ------------------------------------- | ------------------ |
| Allemagne (GfK Entertainment)         | 62                 |
| Belgique (Flandre Ultratop)           | 77                 |
| Pays-Bas (Nederlandse Top 40)         | 28                 |
| Pays-Bas (Single Top 100)             | 56                 |
| Suède (Sverigetopplistan)             | 83                 |
| Suisse (Schweizer Hitparade)          | 68                 |
| Royaume-Uni (Official Charts Company) | 53                 |

## Certification
| Pays                      | Certification |
| ------------------------- | ------------- |
| Allemagne (BVMI)          | Or            |
| Belgique (Ultratop)       | Or            |
| Danemark (IFPI)           | Platine       |
| Espagne (Promusicae)      | Or            |
| Italie (FIMI)             | Or            |
| Norvège (IFPI)            | Platine       |
| Suède (Sverigetopplistan) | 2 × Platine   |
| Royaume-Uni (BPI)         | Platine       |